# 王兵開局
王兵開局（King's Pawn Game），又稱王前兵開局，是國際象棋的一種開局方式，常見程度僅次於兵開局。王兵開局的走法為：
1.e4 
王兵開局後，可以依對手的防禦方式，分為以下二種開局方式：
- 開放性開局：也稱為「雙王前兵開局」，對方也是走王兵的開局（1. e4/1...e5）。
- 半開放性開局：也稱為「單王前兵開局」，對方不是走王兵的開局。

## 開局的細節及策略
王兵開局後，白方的勝率為54.25%，相較於另外四種常見的開局方式兵開局 1.d4（55.95%）、列蒂开局 1.Nf3（55.8%）、英格蘭開局 1.c4（56.3%）和彭科開局 1.g3（55.8%），王兵開局的勝率略低。從王兵開局開始的每一種開局幾乎都會有其各自的名稱，因此很少會用「王兵開局」來稱呼此開局，這是和后兵開局不同的地方。
讓王前面的兵往前走二格，可以佔據棋盤的中心格，攻擊d5格，也可以讓白方的主教和皇后出子。西洋棋大師鮑比·菲舍爾認為王兵開局是「嘗試過最好的下法」（Best by test），也有提到「下1.e4! 我
贏了」（With 1.e4! I win）。
王兵開局還可以依黑方是否有以王兵開局回應來做分類。若黑方也是以王兵開局回應，稱為開放性開局、「雙王前兵開局」、「對稱王兵開局」。若黑方以其他開局方式回應，稱為半開放性開局、「單王前兵開局」或「非對稱王兵開局」。
國際象棋開局百科（ECO）將所有的王兵開局方式都分類為B或C。C是1.e4 e6（法兰西防御）或1.e4 e5。B是黑方以其他的開局方式回應。罕見的情形下，可能黑方的回應不是任何一種較特定的王兵開局，會分類在B00（例如尼姆佐維奇防禦或1.e4 後較特殊的回應)、C20（包括阿拉賓開局及1.e4 e5 後較特殊的回應)、C40（包括拉脱维亚弃兵及1.e4 e5 2.Nf3 後較特殊的回應）和C50（包括匈牙利防禦、瑞高鋼琴及1.e4 e5 2.Nf3 Nc6 3.Bc4 後較特殊的回應）。